# 片岡将
片岡将（かたおか しょう、1987年12月30日 - ）は、ラグビーユニオン選手。

## 略歴
高松北高校時代は全国高等学校ラグビーフットボール大会（花園）に2回の出場経験がある。
2006年、関西学院大学に進学。3年次に49年振りに同志社大学に勝利し、リーグ51年振りの関西大学Aリーグ優勝に貢献、また大学4年次には副将として、チームを率いて関西Aリーグ2連覇を達成した。大学選手権での結果はベスト8が2回。3年次に法政大、4年次には明治大に敗れた。
2011年、関西学院大学卒業後、栗田工業ウォーターガッシュ(現・クリタウォーターガッシュ昭島)に加入し、3シーズンプレーした。
2011年9月11日に行われたトップイーストリーグDiv.1第1節の三菱重工相模原ダイナボアーズ戦に先発出場で公式戦初出場を果たした。
2014年、釜石シーウェイブスに加入。
2016年、日野自動車レッドドルフィンズに加入。
2022年、釜石シーウェイブスに復帰。同年10月にSBI大学院大学修了。
2025年5月、日本製鉄釜石シーウェイブスを退団。

## エピソード
- 栗田工業を退社後、トップリーグトライアウトを受ける様子はBS朝日ラグビーウィークリーの1コーナー「ワイルドな奴」で特集が組まれた[6]。